# Vitrification (bricolage)
Pour les articles homonymes, voir Vitrification (homonymie).
 (novembre 2022).
Si vous disposez d'ouvrages ou d'articles de référence ou si vous connaissez des sites web de qualité traitant du thème abordé ici, merci de compléter l'article en donnant les références utiles à sa vérifiabilité et en les liant à la section « Notes et références ».

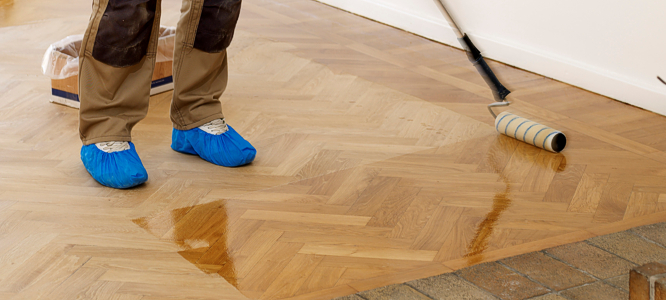
Vitrification d'un parquet.

La vitrification d'un parquet est une technique qui permet de protéger un parquet, d'améliorer son aspect et de faciliter son entretien. Elle consiste en l'application d'un vernis à parquets. Celui-ci peut se trouver en phase aqueuse, avec de l'eau pour solvant : il ne dégage pas d'odeur et sèche rapidement. Il peut aussi être dilué avec du white spirit (aussi appelé naphta lourd).
Une fois vitrifié, un parquet peut avoir plusieurs aspects : mat, brillant, satiné, ciré, etc.
Pour obtenir un parquet vitrifié de qualité, l'application de deux ou trois couches  est nécessaire, avec un ponçage fin entre chacune. Notamment entre la première et deuxième couche avec un grain fin du 120 sera très bien 